# Boal
Boal (in castigliano) o Bual (in eonaviego) è un comune spagnolo  situato nella comunità autonoma delle Asturie. Nel comune si parla l'eonaviego, variante galiziana con tratti asturiani.